# 2024年立憲民主党代表選挙
2024年立憲民主党代表選挙（2024ねんりっけんみんしゅとうだいひょうせんきょ）は、2024年9月23日に実施された立憲民主党代表を選出するための選挙である。

## 概説
2021年立憲民主党代表選挙により代表に選出された現職の泉健太の任期満了に伴い実施された。党勢立て直しに向けて、野党連携のあり方や、泉が掲げる安全保障、エネルギーなど根幹政策の「現実路線」の是非が主な争点になるとされていた。
今回の告示から投開票までの期間は、党の代表選挙の規則上、最長の17日間となり、前回2021年の代表選に比べ5日長くなる。
投票の結果、1回目の投票では過半数のポイントを獲得した候補者が居らず、上位2名による決選投票となった。決選投票の結果、野田佳彦が決選投票で枝野幸男を破り当選し、3代目代表に就任した。野党第一党党首に首相経験者が就くのは、2012年自民党総裁選で勝利した安倍晋三以来となる。また、現職以外の首相経験者が代表に選出されたのは、前身の民主党、民進党、旧立憲民主党および旧国民民主党を含む旧民主党系では初である。

## 党代表選データ

### 代表
- 選挙時：泉健太（第2代）
- 選挙後：野田佳彦（第3代）

### 告示日
- 2024年（令和6年）9月7日[8]

### 投開票日
- 2024年（令和6年）9月23日[8]

### 有権者
| 種別                   | 人数 | 倍率 | 割当ポイント |
| ---------------------- | ---- | ---- | ------------ |
| 党所属衆議院議員       | 98人 | 2倍  | 196          |
| 党所属参議院議員       | 38人 | 2倍  | 76           |
| 国政選挙公認候補予定者 | 98人 | 1倍  | 98           |
| 地方自治体議員         | -    | -    | 185          |
| 党員・協力党員         | -    | -    | 185          |
| 合計                   |      |      | 740          |

### 日程
9月7日(土)
- 告示・立候補届け出[9]
- 立候補者記者会見（立憲民主党本部）

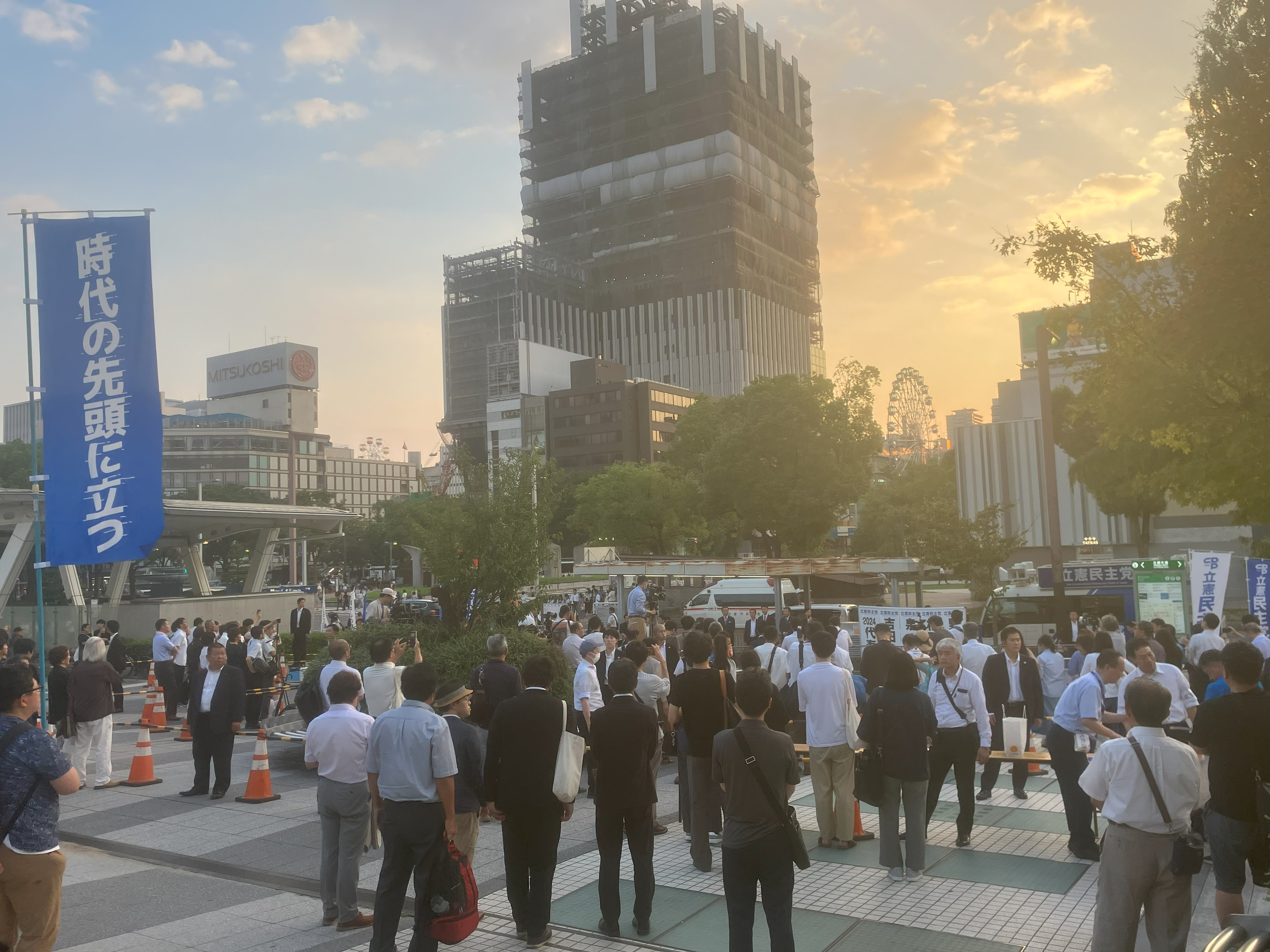
東海ブロック立会演説会（9月7日）

- 日本記者クラブ主催 公開討論会（日本プレスセンター）
- 東海ブロック立会演説会（愛知県名古屋市東区・オアシス21）

9月8日(日)
- 九州ブロック立会演説会（福岡県福岡市博多区・博多駅博多口前）

9月11日(水)
- 北陸信越ブロック立会演説会（石川県）
  - 能登半島地震被災地視察（珠洲市、七尾市）

9月13日(金)
- 四国ブロック立会演説会（徳島県）

9月14日(土)
- 中国ブロック立会演説会（岡山県岡山市北区・岡山駅西口）
- 近畿ブロック立会演説会（大阪府大阪市北区・ヨドバシカメラマルチメディア梅田前）

9月15日(日)
- 北関東ブロック立会演説会（栃木県宇都宮市・JR宇都宮駅東口）
- 東北ブロック立会演説会（宮城県仙台市青葉区・仙台駅東口ペデストリアンデッキ）

9月16日(月・祝)
- 北海道ブロック立会演説会（北海道札幌市中央区・大通公園西三丁目）

9月18日(水)
- 東京・南関東ブロック立会演説会（東京都港区・新橋駅前SL広場）

9月20日(金)
- 郵便投票〆切

9月22日(日・祝)
- インターネット投票〆切

9月23日(月・休)
- 臨時党大会[9]（東京都港区・東京プリンスホテル）
  - 国会議員・公認候補予定者投票投開票、郵便・インターネット投票開票
  - 新代表就任挨拶

### 選挙管理委員会
委員長
- 吉川沙織（サンクチュアリ）

委員
- 坂本祐之輔（ブリッジの会）
- 羽田次郎（新政権研究会）
- 宮口治子（新政権研究会・直諫の会）
- 馬場雄基

## 候補者
届け出順
| 肖像 | 立候補者 | 年齢 | グループ                                        | 現職                                                       | 出馬表明日 | 立候補歴                  |
| ---- | -------- | ---- | ----------------------------------------------- | ---------------------------------------------------------- | ---------- | ------------------------- |
|      | 野田佳彦 | 67   | 花斉会（野田G）                                 | 衆議院議員（9期・千葉4区） 立憲民主党最高顧問              | 9月5日     | 初                        |
|      | 枝野幸男 | 60   | サンクチュアリ（近藤G） 国のかたち研究会（菅G） | 衆議院議員（10期・埼玉5区） 立憲民主党つながる本部特別参与 | 8月21日    | 2回目 （2020年）          |
|      | 泉健太   | 50   | 新政権研究会（泉G）                             | 衆議院議員（8期・京都3区） 立憲民主党代表（第2代）         | 9月6日     | 3回目 （2020年、2021年 ） |
|      | 吉田晴美 | 52   | 無派閥                                          | 衆議院議員（1期・東京8区）                                 | 9月7日     | 初                        |

### 推薦人
衆参別。候補者提出の推薦人一覧の並び順。
- 青柳陽一郎
- 青山大人
- 伊藤俊輔
- 鎌田さゆり
- 菊田真紀子
- 源馬謙太郎
- 神津健
- 佐藤公治
- 重徳和彦
- 堤かなめ
- 寺田学
- 中島克仁
- 中谷一馬
- 野間健
- 伴野豊
- 太栄志
- 本庄知史
- 森田俊和
- 笠浩史
- 青木愛

- 石川香織
- 大河原雅子
- 大築紅葉
- 神谷裕
- 近藤昭一
- 下条みつ
- 山岸一生
- 柚木道義
- 吉川元
- 渡辺創
- 石川大我
- 打越さく良
- 勝部賢志
- 岸真紀子
- 熊谷裕人
- 古賀千景
- 高木真理
- 田島麻衣子
- 福山哲郎
- 森屋隆

- 大島敦
- 大西健介
- 小熊慎司
- 川内博史
- 城井崇
- 道下大樹
- 緑川貴士
- 森山浩行
- 吉田統彦
- 米山隆一
- 渡辺周
- 石橋通宏
- 鬼木誠
- 古賀之士
- 柴慎一
- 杉尾秀哉
- 田名部匡代
- 徳永エリ
- 村田享子
- 森本真治

- 中川正春
- 阿部知子
- 荒井優
- 江田憲司
- 岡本章子
- 奥野総一郎[注釈 1]
- 落合貴之
- 菅直人
- 玄葉光一郎[注釈 2]
- 酒井菜摘
- 桜井周
- 鈴木庸介
- 谷田川元[注釈 3]
- 山崎誠
- 山田勝彦
- 早稲田夕季
- 石垣のりこ
- 奥村政佳
- 川田龍平
- 小西洋之[注釈 4]
- 塩村文夏

### 立候補を断念した人物
- 重徳和彦 - 元副幹事長。衆議院議員4期。
  - 8月19日、自身の立候補を視野に入れていたものの、野田佳彦に立候補を要請し、自身の出馬を見送った[20][21]。
- 小川淳也 - 前政務調査会長、元総務大臣政務官。衆議院議員6期。
  - 8月30日、野田佳彦の出馬を受け、前回の代表選で世話になった恩人であること、また、小川支持者が野田の出馬を望んでいる事などを理由に不出馬を表明した[22]。
- 西村智奈美 - 代表代行、元厚生労働副大臣。衆議院議員6期。
  - 9月3日、西村本人が固辞したことから菅グループが擁立を断念した[23]。
- 馬淵澄夫 - 前国会対策委員長、元国土交通大臣。衆議院議員7期。
  - 9月5日、自身と泉・江田の3陣営の候補者一本化を優先するとして不出馬を表明した[24]。
- 江田憲司 - 元代表代行。衆議院議員7期。
  - 9月7日、吉田晴美との候補者一本化に合意して、吉田に譲る形で立候補を見送った[25][26]。

## タイムライン
- 8月6日 - 小沢一郎衆議院議員が、これまでに枝野幸男前代表、野田佳彦元首相、馬淵澄夫元国土交通大臣、小川淳也前政調会長、江田憲司元代表代行、重徳和彦衆議院議員と相次いで会談したと明らかにし、代表選ではこの6人の中から推す人を決める意向を示した[27]。2021年立憲民主党代表選挙では小沢は泉健太を支援し当選に導いたが、泉は当選後、小沢が要求した人事案について他の党重鎮からの異論を理由に断念。2022年の人事では小沢と距離のある岡田克也を幹事長に据えるなどしたため関係が悪化しており、2024年7月9日には小沢が「泉氏でやったらまた沈没だ」と公然と述べ泉を支援しない意向を示していた[28]。
- 8月7日 - 両院議員総会において、代表選の日程を9月7日告示、23日投開票とすることを決定[29]。
- 8月9日 - 枝野幸男が代表選に立候補する意向を表明[30]。その後、21日に記者会見を開き正式に出馬表明[31]。
- 8月19日 - 野田佳彦が重徳和彦や党千葉県連所属の国会議員、地方議員から立候補を要請され「よく熟慮したい」と話した[32]。
- 8月20日 - 江田憲司が自身が率いるグループの議員に立候補を要請され「真摯に受け止める」と述べ、意欲を示した[33]。
- 8月21日 - 馬淵澄夫が若手・中堅議員に立候補を要請され「熟慮したい」と応じた[34]。
- 8月22日 - 菅直人元首相率いるグループ・「国のかたち研究会」（約15人）が会合を開き、菅らは代表選に同グループに所属する西村智奈美代表代行を推す意向を示した。一方で同グループではすでに枝野の支援に動いている議員もおり、西村は「泉代表が引き続き立候補を目指している状況で、代表代行の立場でどういう判断をできるのか」と述べ慎重姿勢を示した[35]。
- 8月26日 - 現職の泉健太が地方議員から代表選出馬を要請され、106人分の署名を受け取った[36]。同日、代表選の事前説明会が行われ、泉・枝野・野田・江田・馬淵・吉田晴美衆議院議員と、候補者未定の7陣営が出席した。候補者未定の陣営は西村に近い陣営とみられる[37]。吉田晴美が「立候補を考えているところだ。永田町に染まっていない1期生の視点や、生活に密着した女性の視点で論戦を喚起したい」と述べ、出馬の意向を示す[38]。
- 8月29日 - 野田佳彦が津田沼駅にて正式に出馬を表明した。また、後日改めて正式に記者会見し、具体的な政策や党運営の方針を説明することを明らかにした[39]。
- 9月5日 - 野田佳彦は代表選対を立ち上げ、記者会見を開いた。
- 9月6日 - 泉健太現代表が出馬を表明した[12]。
- 9月7日
  - 立候補届出締め切り直前に、江田憲司などとの一本化により吉田晴美が出馬を表明した[13]。
  - 告示され、届け出順に野田佳彦、枝野幸男、泉健太、吉田晴美の4人が立候補した[40]。
- 9月23日
  - 投開票が行われ、決選投票の結果、野田佳彦が新代表に選出された[41]。

## 選挙情勢の推移

### 情勢報道
選挙期間中にメディアなどで発表された各候補の情勢および国会議員動向の推移は、以下のとおりである。
9月13日
- 読売新聞[42]
  - 野田元首相が国会議員の3割弱にあたる35人（70ポイント）を固めてリード、枝野前代表24人（48ポイント）、泉代表17人（34ポイント）、吉田晴美衆議院議員15人（30ポイント）と続く。

9月15日
- 産経新聞[43]
  - 野田元首相が国会議員136人のうち37人の支持を固め先行、枝野前代表25人、泉代表21人、吉田晴美衆議院議員17人と続く。

9月15、16日
- 共同通信[44]
  - 野田元首相が40人超の支持を固めてリードし、枝野前代表30人程度、吉田、泉両氏はいずれも20人前後。

9月18日
- FNN [45]
  - 野田元首相が国会議員の約40人の支持を固めトップ、枝野前代表30人近く、泉代表と吉田晴美衆議院議員は20人程度。

9月19日
- 時事通信[46]
  - 野田元首相は国会議員のうち約40人、枝野前代表約30人、泉代表約25人、吉田衆議院議員約20人。一方、地方議員を中心とする47都道府県連幹部のアンケート調査で泉代表が9人で最多。野田、枝野両氏がともに8人で続き、吉田氏は3人だった。

9月20日
- 日本テレビ[47]
  - 野田元首相が国会議員のおよそ40人の支持を集めリードし、枝野前代表30人、泉代表と吉田晴美衆議院議員は、20人程度。

9月21日
- 共同通信[48]
  - 野田元首相が国会議員の3割超の43人の支持を固めてリード、枝野前代表30人、吉田晴美衆議院議員22人、泉代表21人。

## 世論調査
- （ ）内の数字は立憲民主党支持層の支持率

| 調査日              | 調査                     | 回答          | 回答          | 回答         | 回答        | 回答      | 回答        | 回答        | 回答     | 回答        | 回答   | 回答     | 回答     | 回答   | 回答               |
| 調査日              | 調査                     | 野田佳彦      | 枝野幸男      | 泉健太       | 吉田晴美    | 江田憲司  | 馬淵澄夫    | 小川淳也    | 重徳和彦 | 西村智奈美  | 長妻昭 | 辻元清美 | 逢坂誠二 | その他 | 分からない・無回答 |
| ------------------- | ------------------------ | ------------- | ------------- | ------------ | ----------- | --------- | ----------- | ----------- | -------- | ----------- | ------ | -------- | -------- | ------ | ------------------ |
| 9月21-22日          | ANN                      | 39%           | 18%           | 9%           | 8%          | -         | -           | -           | -        | -           | -      | -        | -        | -      | -                  |
| 9月21日             | 社会調査研究センター     | 30% (58%)     | 10% (18%)     | 5% (9%)      | 6% (11%)    | -         | -           | -           | -        | -           | -      | -        | -        | -      | 48%                |
| 9月15-16日          | 共同通信                 | (58.8%)       | (20.9%)       | (7.6%)       | (7.8%)      | -         | -           | -           | -        | -           | -      | -        | -        | -      | (4.8%)             |
| 9月14-15日          | 選挙ドットコム・JX通信   | 38.1% (53.9%) | 11.4% (22.7%) | 6.1% (7.1%)  | 9.5% (7.8%) | -         | -           | -           | -        | -           | -      | -        | -        | -      | -                  |
| 9月14-15日          | 産経新聞・FNN            | 30.8% (52%)   | 15.3% (27%)   | 7.3%         | 6.3%        | -         | -           | -           | -        | -           | -      | -        | -        | -      | -                  |
| 9月14-15日          | 朝日新聞                 | 29% (56%)     | 15% (10%)     | 6% (21%)     | 5%          | -         | -           | -           | -        | -           | -      | -        | -        | -      | -                  |
| 9月13-15日          | 日本経済新聞・テレビ東京 | 40% (58%)     | 18% (22%)     | 9% (11%)     | 6% (6%)     | -         | -           | -           | -        | -           | -      | -        | -        | -      | 26% (3%)           |
| 9月13-15日          | 読売新聞 NNN             | 32%           | 14%           | 8%           | 9%          | -         | -           | -           | -        | -           | -      | -        | -        | 12%    | 25%                |
| 9月7-8日            | 選挙ドットコム           | 17.6%         | 7.4%          | 4.6%         | 4.1%        | -         | -           | -           | -        | -           | -      | -        | -        | -      | -                  |
| 9月7-8日            | JNN                      | 30.9% (53.3%) | 11.3% (17.9%) | 9.7% (8.1%)  | 7.1% (6.5%) | -         | -           | -           | -        | -           | -      | -        | -        | -      | -                  |
| 9月6-9日            | 時事通信                 | 27.5% (46.8%) | 14.5% (23.4%) | 8.5% (14.9%) | 3.0% (4.3%) | -         | -           | -           | -        | -           | -      | -        | -        | 11.6%  | 32.3%              |
| 9月6-8日            | NHK                      | 35.3%         | 14.4%         | 9.0%         | 5.6%        | 4.9%      | -           | -           | -        | -           | -      | -        | -        | 8.1%   | 22.6%              |
| 9月7日 代表選挙告示 |                          |               |               |              |             |           |             |             |          |             |        |          |          |        |                    |
| 8月31-9月1日        | 選挙ドットコム           | 15.4%         | 9.2%          | 3.8%         | 0.9%        | 1.6%      | 1.1%        | -           | -        | -           | -      | -        | -        | -      | -                  |
| 8月24-25日          | 選挙ドットコム           | 12.5%         | 10.0%         | 3.3%         | -           | 2.5%      | 1.2%        | 1.1%        | -        | 1.2%        | -      | -        | -        | -      | -                  |
| 8月24-25日          | 産経新聞・FNN            | 20.1% (37.8%) | 16.4% (36.1%) | 6.6% (9.5%)  | -           | 2.5% (6%) | 2.1% (0.4%) | 1.2% (1.1%) | -        | 1.2% (0.6%) | -      | -        | -        | 50%    | 50%                |
| 8月24-25日          | 毎日新聞                 | 27% (32%)     | 14% (37%)     | 7% (6%)      | -           | 4% (6%)   | 2%          | -           | –        | 2%          | -      | -        | -        | 19%    | 24%                |
| 8月24-25日          | ANN                      | 27%           | 14%           | 9%           | -           | 4%        | 2%          | 1%          | -        | -           | -      | -        | -        | 0%     | 43%                |
| 8月23-25日          | 読売新聞・NNN            | 25%           | 15%           | 8%           | -           | 3%        | 3%          | 3%          | 0%       | -           | -      | -        | -        | 15%    | 27%                |
| 8月17-18日          | 選挙ドットコム・JX通信   | 22.8%         | 10.6%         | 10.7%        | -           | 2.2%      | -           | 2.7%        | 0.2%     | -           | 4.1%   | 3%       | -        | 7.6%   | 36%                |
| 8月2-5日            | 時事通信                 | 14.9%         | 14.6%         | 9.3%         | -           | -         | -           | -           | -        | -           | -      | -        | -        | -      | -                  |
| 6月15-16日          | 選挙ドットコム・JX通信   | 19.2%         | 8.4%          | 11.4%        | -           | 2%        | 1.3%        | 1.5%        | -        | 0.5%        | -      | -        | 1.3%     | 11.1%  | 43.2%              |

## 選挙結果
| 第1回投票 | 第1回投票 | 第1回投票 | 第1回投票 | 第1回投票      | 第1回投票      | 第1回投票      | 第1回投票  | 第1回投票  | 第1回投票  | 第1回投票        | 第1回投票        | 第1回投票        | 第1回投票    | 第1回投票    |
| 候補者    | 国会議員  | 国会議員  | 国会議員  | 公認予定候補者 | 公認予定候補者 | 公認予定候補者 | 地方議員   | 地方議員   | 地方議員   | 党員・サポーター | 党員・サポーター | 党員・サポーター | 獲得ポイント | 獲得ポイント |
| 候補者    | 得票数    | 得票率    | ポイント  | 得票数         | 得票率         | ポイント       | 得票数     | 得票率     | ポイント   | 得票数           | 得票率           | ポイント         | 得票数       | 得票率       |
| --------- | --------- | --------- | --------- | -------------- | -------------- | -------------- | ---------- | ---------- | ---------- | ---------------- | ---------------- | ---------------- | ------------ | ------------ |
| 野田佳彦  | 45        | 33.3%     | 90        | 38             | 38.8%          | 38             | 348        | 31.2%      | 58         | 24,087           | 43.6%            | 81               | 267          | 36.2%        |
| 枝野幸男  | 33        | 24.4%     | 66        | 17             | 17.3%          | 17             | 426        | 38.2%      | 71         | 15,459           | 28.0%            | 52               | 206          | 27.9%        |
| 泉健太    | 29        | 21.5%     | 58        | 26             | 26.5%          | 26             | 200        | 17.9%      | 33         | 7,932            | 14.4%            | 26               | 143          | 19.4%        |
| 吉田晴美  | 28        | 20.7%     | 56        | 17             | 17.3%          | 17             | 141        | 12.6%      | 23         | 7,776            | 14.1%            | 26               | 122          | 16.5%        |
| 合計      | 135       | 100%      | 270       | 98             | 100%           | 98             | 1,115      | 100%       | 185        | 55,254           | 100%             | 185              | 738          | 100%         |
| 決選投票  |           |           |           |                |                |                |            |            |            |                  |                  |                  |              |              |
| 候補者    | 国会議員  | 国会議員  | 国会議員  | 公認候補予定者 | 公認候補予定者 | 公認候補予定者 | 都道府県連 | 都道府県連 | 都道府県連 | 獲得ポイント     | 獲得ポイント     | -                | -            | -            |
| 候補者    | 得票数    | 得票率    | ポイント  | 得票数         | 得票率         | ポイント       | 得票数     | 得票率     | ポイント   | 得票数           | 得票率           | -                | -            | -            |
| 野田佳彦  | 72        | 53.3%     | 144       | 60             | 63.2%          | 60             | 28         | 59.6%      | 28         | 232              | 56.3%            | -                | -            | -            |
| 枝野幸男  | 63        | 46.7%     | 126       | 35             | 36.8%          | 35             | 19         | 40.4%      | 19         | 180              | 43.7%            | -                | -            | -            |
| 合計      | 135       | 100%      | 270       | 95             | 100%           | 95             | 47         | 100%       | 47         | 412              | 100%             | -                | -            | -            |
| 出典：    |           |           |           |                |                |                |            |            |            |                  |                  |                  |              |              |

## 選挙後の動き

### 主な役員人事
投票翌日の9月24日に、国会内で両院議員総会を開き、執行役員の骨格人事を承認。代表代行に長妻昭・辻元清美・大串博志（選挙対策委員長を兼務）、幹事長に小川淳也、政務調査会長に重徳和彦、国会対策委員長に笠浩史。